# Strontiumcarbonat
Strontiumcarbonat, auch veraltet Kohlensaures Strontium, ist das Carbonat des Strontiums. Es besitzt die Summenformel SrCO3.

## Vorkommen
Strontiumcarbonat findet sich in der Natur als Mineral Strontianit.

## Darstellung
Die Darstellung von Strontiumcarbonat erfolgt durch Verschmelzen des Minerals Cölestin (SrSO4) mit Soda (Natriumcarbonat):
{\displaystyle \mathrm {SrSO_{4}+Na_{2}CO_{3}\rightarrow SrCO_{3}+Na_{2}SO_{4}} }

## Eigenschaften
Strontiumcarbonat ist ein feines, weißes Pulver, das ähnliche Eigenschaften wie Calciumcarbonat besitzt. Das Salz dient als Ausgangsmaterial für die Gewinnung der meisten Strontiumverbindungen.
Strontiumcarbonat löst sich nicht in reinem, jedoch in Kohlendioxid/Kohlensäure-haltigem Wasser. Dabei bildet sich Strontiumhydrogencarbonat:
{\displaystyle \mathrm {SrCO_{3}+H_{2}O+CO_{2}\rightarrow Sr(HCO_{3})_{2}} }
In Mineralsäuren entstehen aus Strontiumcarbonat lösliche Strontiumsalze. Man beobachtet die Entstehung von Kohlensäure, die weiter zu Wasser und Kohlendioxid zerfällt.
{\displaystyle \mathrm {SrCO_{3}+2\ HCl\rightarrow SrCl_{2}+\ H_{2}O+CO_{2}\uparrow } }
Bei 1268 °C unter normalem Luftdruck spaltet sich die chemische Verbindung in Strontiumoxid und Kohlendioxid:
{\displaystyle \mathrm {SrCO_{3}\ _{\overrightarrow {1268\,^{\circ }\mathrm {C} }}\ SrO+CO_{2}\uparrow } }
Erhöht man den Luftdruck auf ca. 70 bar, so schmilzt Strontiumcarbonat bei 1497 °C.

## Verwendung
Strontiumcarbonat wird in Ferritmagneten eingesetzt und dient in Farbfernsehröhren als Absorber für Röntgenstrahlung. Elektrolyse-Zink lässt sich mit Strontiumcarbonat reinigen. Zudem findet es in Glasuren und wegen der roten Flammenfärbung in der Pyrotechnik Verwendung. 
In der Medizin wurde es früher gelegentlich zur Behandlung von Schizophrenien eingesetzt. Wegen der Verfügbarkeit verträglicherer Mittel wird es jedoch nicht mehr angewandt. Heute ist der Stoff nur noch in der Homöopathie unter dem Namen Strontium carbonicum im Einsatz, zum Beispiel bei Arthrose und Zerebralsklerose.
In der organischen Synthese kann Strontiumcarbonat zusammen mit Wasserstoff und Palladium zur selektiven Reduktion von Doppelbindungen eingesetzt werden.